# Germania ai Giochi della XXVII Olimpiade
La Germania partecipò ai Giochi della XXVII Olimpiade, svoltisi a Sydney, Australia, dal 15 settembre al 1º ottobre 2000, con una delegazione di 422 atleti impegnati in ventinove discipline.

## Medaglie
| Medaglia | Atleta   | Sport  | Evento           |
| -------- | -------- | ------ | ---------------- |
| Bronzo   | Germania | Calcio | Torneo femminile |

## Risultati

### Calcio
- Donne

| Atleta | Classifica |                     |
| --- | --- | ------------------- |
| V · D · M Nazionale tedesca femminile · Calcio ai Giochi Olimpici Estivi 2000 1 Rottenberg · 2 Stegemann · 3 Götte · 4 Jones · 5 Fitschen · 6 Meinert · 7 Müller · 8 Brandebusemeyer · 9 Prinz · 10 Wiegmann · 11 Grings · 12 Gottschlich · 13 Minnert · 14 Wunderlich · 15 Hingst · 16 Lingor · 17 Hoffmann · 18 Angerer · CT : Theune-Meyer | Bronzo |                     |
| Nazionale tedesca femminile · Calcio ai Giochi Olimpici Estivi 2000 | |                     |
| 1 Rottenberg · 2 Stegemann · 3 Götte · 4 Jones · 5 Fitschen · 6 Meinert · 7 Müller · 8 Brandebusemeyer · 9 Prinz · 10 Wiegmann · 11 Grings · 12 Gottschlich · 13 Minnert · 14 Wunderlich · 15 Hingst · 16 Lingor · 17 Hoffmann · 18 Angerer · CT: Theune-Meyer                                                                                | 1 Rottenberg · 2 Stegemann · 3 Götte · 4 Jones · 5 Fitschen · 6 Meinert · 7 Müller · 8 Brandebusemeyer · 9 Prinz · 10 Wiegmann · 11 Grings · 12 Gottschlich · 13 Minnert · 14 Wunderlich · 15 Hingst · 16 Lingor · 17 Hoffmann · 18 Angerer · CT: Theune-Meyer | Germania (bandiera) |